# Ранчо Сан Хосе, Мануел Мунгија Мехија (Минатитлан)
Ранчо Сан Хосе, Мануел Мунгија Мехија (шп. Rancho San José, Manuel Munguia Mejía) насеље је у Мексику у савезној држави Веракруз у општини Минатитлан. Насеље се налази на надморској висини од 10 м.

## Становништво
Према подацима из 2005. године у насељу је живело 10 становника.

### Хронологија
| Година       | 2005 |
| ------------ | ---- |
| Становништво | 10   |

### Попис
| # | Индикатор                        | Вредност |
| - | -------------------------------- | -------- |
| 1 | Укупно појединачних домаћинстава | 2        |